# 텔루스

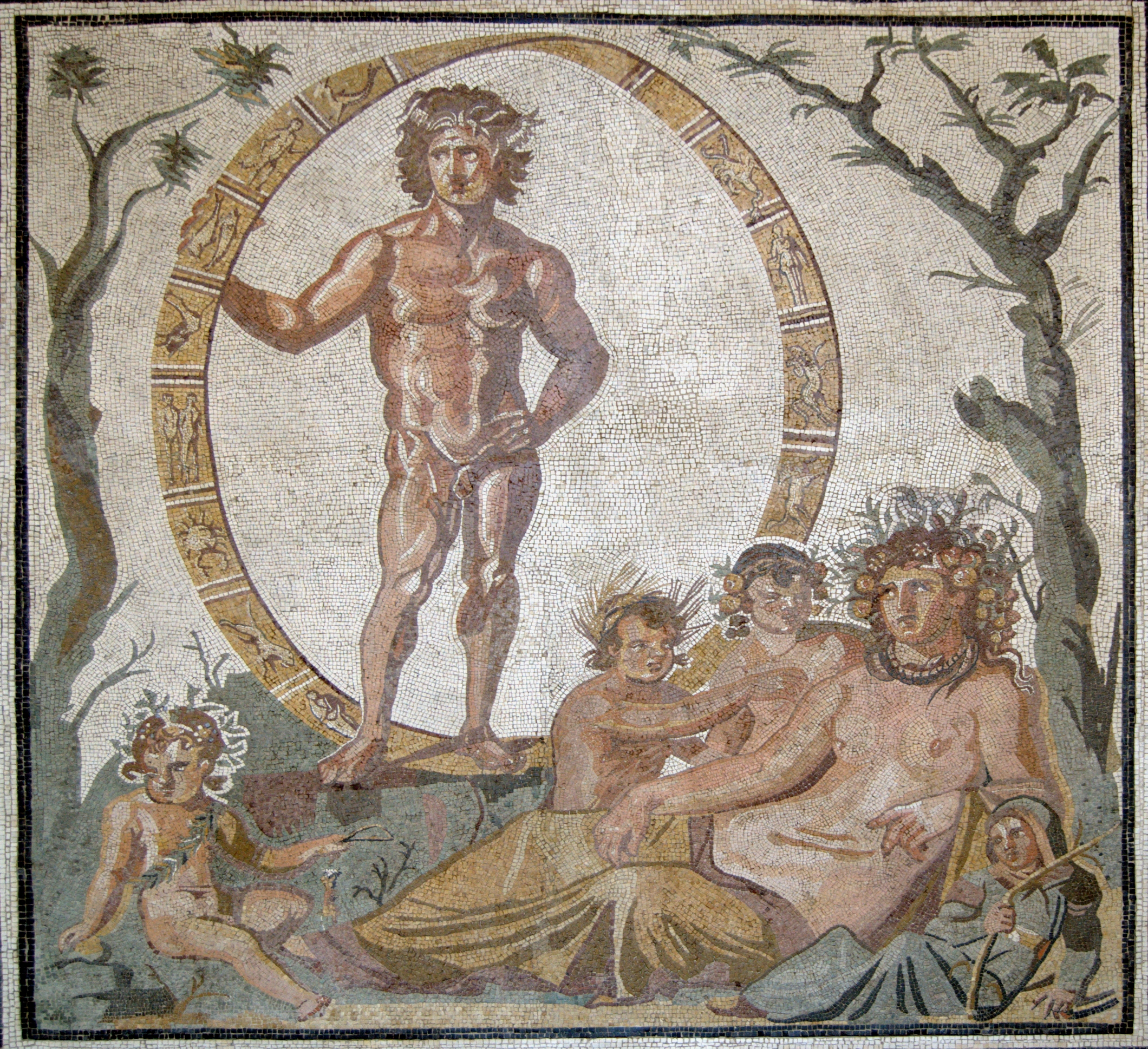
텔루스

텔루스(Tellus) 또는 테라(Terra)는 로마 신화에 등장하는 대지의 여신이다. 텔루스와 테라는 모두 라틴어로 대지를 의미하는 단어로, 현대 라틴어로는 지구도 의미한다.
그리스 신화의 가이아에 해당하지만, 때때로 데메테르와 케레스와 동일시될 수 있다.
텔루모(Tellumo)는 텔루스의 남신형이다.